# Loi du 30 juillet 1963 relative à l'emploi des langues dans l'enseignement
 (mai 2022).
La mise en forme du texte ne suit pas les recommandations de Wikipédia : il faut le « wikifier ».
Les points d'amélioration suivants sont les cas les plus fréquents. Le détail des points à revoir est peut-être précisé sur la page de discussion.
- Les titres sont pré-formatés par le logiciel. Ils ne sont ni en capitales, ni en gras.
- Le texte ne doit pas être écrit en capitales (les noms de famille non plus), ni en gras, ni en italique, ni en « petit »…
- Le gras n'est utilisé que pour surligner le titre de l'article dans l'introduction, une seule fois.
- L'italique est rarement utilisé : mots en langue étrangère, titres d'œuvres, noms de bateaux, etc.
- Les citations ne sont pas en italique mais en corps de texte normal. Elles sont entourées par des guillemets français : « et ».
- Les listes à puces sont à éviter, des paragraphes rédigés étant largement préférés. Les tableaux sont à réserver à la présentation de données structurées (résultats, etc.).
- Les appels de note de bas de page (petits chiffres en exposant, introduits par l'outil «  Source ») sont à placer entre la fin de phrase et le point final[comme ça].
- Les liens internes (vers d'autres articles de Wikipédia) sont à choisir avec parcimonie. Créez des liens vers des articles approfondissant le sujet. Les termes génériques sans rapport avec le sujet sont à éviter, ainsi que les répétitions de liens vers un même terme.
- Les liens externes sont à placer uniquement dans une section « Liens externes », à la fin de l'article. Ces liens sont à choisir avec parcimonie suivant les règles définies. Si un lien sert de source à l'article, son insertion dans le texte est à faire par les notes de bas de page.
- La présentation des références doit suivre les conventions bibliographiques. Il est recommandé d'utiliser les modèles {{Ouvrage}}, {{Chapitre}}, {{Article}}, {{Lien web}} et/ou {{Bibliographie}}. Le mode d'édition visuel peut mettre en forme automatiquement les références.
- Insérer une infobox (cadre d'informations à droite) n'est pas obligatoire pour parachever la mise en page.

Pour une aide détaillée, merci de consulter Aide:Wikification.
Si vous pensez que ces points ont été résolus, vous pouvez retirer ce bandeau et améliorer la mise en forme d'un autre article.
La loi du 30 juillet 1963 relative à l’emploi des langues dans l’enseignement permet de déterminer la langue officielle de l’enseignement en  Belgique. À l’époque de l’élaboration de la loi, le  néerlandais occupe une place de plus en plus importante au sein du pays. Quelques mois auparavant était votée la loi du 8 novembre 1962 qui fixait définitivement la frontière linguistique séparant la Flandre de la Wallonie.
Cette loi permettra au néerlandais de s’affirmer encore un peu plus en tant que langue nationale, puisqu’elle imposera que les cours soient donnés en néerlandais au sein de la Région de langue néerlandaise de Belgique, en français dans la Région de langue française, en allemand dans la Région de langue allemande et en français ou néerlandais dans la Région bilingue de Bruxelles-Capitale.

## Contexte historique

### Identification des régions linguistiques
La Belgique est composée de quatre régions linguistiques: la Région de langue néerlandaise de Belgique, la Région de langue française, la Région de langue allemande et la Région bilingue de Bruxelles-Capitale. À l’exception de cette dernière, toutes les régions linguistiques de Belgique sont unilingues.

### Le régime particulier des communes à facilités
Formellement, les lois linguistiques ont pour objectif d’énoncer des règles générales relative à l’emploi des langues. Les « facilités » permettent d’ajouter des « exceptions » pour certaines communes et groupes de communes. La genèse politique des communes à facilités constituait un arrondissement administratif spécial jusqu’à la fin des années 1970.
Le terme de facilité linguistique est l’une des expressions typiquement belges. Elle se définit comme la faculté reconnue aux habitants de certaines communes du pays de s’exprimer, avec l’administration communale, dans une autre langue nationale que celle de la région linguistique dans laquelle ils vivent. La question du régime linguistique est régie par l’article 4 de la Constitution belge du 17 février 1994. L’emploi des langues est réglé par l’article 30 de la Constitution belge et par l'article 129. Ce régime particulier des communes à facilités s’appuie sur l’article 129 §2.
En vertu de la Constitution, le législateur fédéral possède une compétence résiduaire, en matière de règlement de l’emploi des langues, et ce dans l’entièreté du territoire national. L’article 129 instaure une exception dans trois domaines qui sont l’enseignement, l’administration et les relations professionnelles.
Cette compétence est exercée par deux entités fédérées : la Communauté française et la Communauté flamande, chacune sur un territoire bien défini (respectivement la Région de langue française et la Région de langue néerlandaise). Dans la Région bilingue de Bruxelles-Capitale et la Région de langue allemande, le législateur fédéral reprend la main, et ce, sur toute portion du territoire national. Il n’y a aucune exception en toute autre matière que l’enseignement, l’administration et les relations professionnelles.
En Belgique, il y’a 27 communes à facilités. Sont considérées comme des communes à régime spécial, d’une part, les six communes à facilités de la périphérie bruxelloise, et d’autre part, les neuf communes de la Région de langue allemande, les deux communes malmédiennes et les dix communes à facilités de la frontière linguistique qui sont dotées d’un régime spécial en vue de la protection de leurs minorités.
La question de Bruxelles mît le feu aux poudres. Pendant cette période, le gouvernement se trouve en difficulté avec ses deux partis et présente sa démission. Une réponse négative formulé par le Roi s’ensuit, et incite le gouvernement ainsi que les partis qui le soutiennent à trouver un accord. Il en sort le « compromis de Val Duchesse ». La Région de Bruxelles-Capitale sera définitivement limitée aux dix-neuf communes, et 6 communes périphériques à facilités seront prévues. Trois autres lois vont naître à la suite de ce compromis. Les deux premières datant du mois d'août : celle du 2 août 1963 relative à l’emploi des langues en matière administrative et celle du 9 août 1963 relative à l’emploi des langues en matière judiciaire. La troisième est la loi du 30 juillet 1963 qui règle le régime linguistique dans l’enseignement,.

### La problématique de l’enseignement
Pendant la révolution, les élites belges sont essentiellement composées de francophones en Flandre, à Bruxelles
et en Wallonie. L’utilisation de la langue néerlandaise est moindre car elle est assimilée à la langue de l’occupant vaincu. Sous la période de domination hollandaise, Guillaume Ier d'Orange-Nassau est nourri d’une volonté d’imposer une forme de suprématie de la langue néerlandaise avec les lois sur l’emploi des langues de 1819, 1822 et 1823.
Du côté de l’enseignement primaire, l’usage du néerlandais n’est pas généralisé. « La majorité de la population ne connaît pas le français codifié ». Cette majorité utilise des dialectes flamands au nord, wallon et langues romanes au sud, ainsi qu’allemand dans l’est du pays, pour s’exprimer. L’enseignement moyen et universitaire est largement unilingue dans tout le pays. En 1921, diverses actions et manifestations sont menées par des étudiants qui élèvent leur voix pour exprimer leur souhait de résultats concrets. Une proposition de loi sur la « néerlandisation » de l’enseignement universitaire provoque de l’agitation dans les rues.
L’application de la loi de 1921 a eu un impact très limité, autant en raison des transitions longues et des exceptions, que de l’insuffisance de cadres formés en néerlandais. Une évaluation et un renforcement se révélaient nécessaires, de même qu’un approfondissement de la loi sur l’emploi des langues dans l’enseignement.
En 1929, Jules Destrée et Camille Huysmans, deux socialistes, mettent au point le « Compromis des Belges », qui sera soumis aux instances de leur parti. Il a pour but de mettre un terme aux conflits linguistiques. Il impose un équilibre qui se base sur la territorialité entre les deux langues nationales. L’emploi des langues deviendra un enjeu important, et même une question de gouvernement, pour la première fois. Après de longs débats parlementaires, et à la suite des revendications estudiantines, le néerlandais sera d’usage exclusif et imposé à l’Université de Gand par la loi du 5 avril 1930. En ce qui concerne l’enseignement primaire et moyen (réglementé par loi du 14 juillet 1932), l’approbation de la loi du 28 juin 1932 permettra de mettre en place un approfondissement du principe de territorialité en matière d’enseignement. Ainsi s’ouvre la possibilité de suivre un cursus scolaire et universitaire totalement dispensé en néerlandais, et de former les fonctionnaires nécessaires au cadre linguistique néerlandophone de l’administration d’État.
La fin des années 1950 se caractérise par une revendication flamande concernant la fixation de limites linguistiques définitives. Cette fixation garantit un unilinguisme de la Flandre et constitue les débuts d’une mise en place de structures autonomes dans les matières culturelles.
Cette possibilité sera offerte aux hommes politiques et intellectuels flamands qui auront participé à la négociation des lois de 1962-1963, et en seront donc les premiers bénéficiaires.

## L’adoption de la loi
Un gouvernement de coalition, le Gouvernement Lefèvre, se met en place en avril-mai 1961. Durant cette période, la Belgique doit faire face à de nombreux conflits communautaires, notamment à cause des projets gouvernementaux relatifs à l’emploi des langues, qui mèneront le gouvernement à offrir sa démission en juillet 1963. Il adopta un certain nombre de lois, dans l’espoir de pouvoir éliminer les conflits linguistiques de la politique nationale,.
Les lois de 1932 relatives à l’emploi des langues octroyaient des « facilités » administratives et scolaires. Les minorités linguistiques présentant un pourcentage de 30 % au sein des régions unilingues, et le régime bilingue bruxellois qui devait être appliqué aux communes s’imposant comme unilingues qui ont connu un renversement de majorité linguistique en bénéficieront. Ainsi, lors du recensement de la population, un recensement linguistique était organisé pour permettre de déceler les phénomènes visés par la loi.
La frontière étant dès lors mobile, le recensement linguistique en Belgique permet de faire basculer l’une ou l’autre communes de l’un ou l’autre côté de la frontière. Bruxelles-Capitale, à la suite des résultats obtenus lors du recensement de 1930, ne comportait que 16 communes. Les minorités francophones de Kraainem, Drogenbos, Linkebeek et Wemmel furent permises d’obtenir certaines « facilités ».
En avril 1962, l’inquiétude qui trouvait sa source dans l’émergence de différents projets linguistiques émanant du gouvernement, gagne les milieux de l’Université de Louvain. En novembre 1962, un nouveau principe émerge : celui de fixer la frontière linguistique. La loi du 8 novembre 1962 modifie les lois du 28 juin 1932 sur l’emploi des langues en matière administrative et la loi du 14 juillet 1932 concernant le régime linguistique de l’enseignement primaire et de l’enseignement moyen. La loi avait pour objectif de mettre en exergue le détachement des communes des Fourons, de modifier les limites des provinces, communes, et arrondissements, de permettre une coïncidence des limites des subdivisions administratives et surtout la fixation de la frontière linguistique. Elle n’a pu entrer en vigueur que le 1er septembre 1963. Pour la première fois, le système de vote par groupes linguistiques a lieu à la Chambre des représentants. La question de la suppression définitive de la frontière se pose alors. Craintifs de la « tache d’huile francophone », la résistance de quelque 300 bourgmestres flamands a mené à la suppression du recensement linguistique concrétisé par la loi du 24 juillet 1961.
La loi du 30 juillet 1963 fut l’une des autres lois linguistiques votées sous ce gouvernement à la suite de nombreux problèmes linguistiques, et toujours dans une volonté d’améliorer les relations communautaires. Cette loi mit fin à la politique de francisation qui avait prévalu jusqu’alors. Le choix de Bruxelles comme capitale de l’État belge a permis une rapide francisation des populations autochtones, et une immigration de la population wallonne. Ainsi, un nombre croissant de communes de cette région sont devenues majoritairement francophones. Cette nouvelle loi mit le feu aux poudres et donna lieu à la protestation de mouvements flamands et wallons qui s’élevèrent contre cette législation. En vue de rencontrer la revendication flamande d’autonomie culturelle, le gouvernement décida d’organiser un « splitsing », reconnaissant et politisant davantage le particularisme de l’enseignement belge,.

## Le contenu de la loi

### Principe général
Deux lois relatives à la matière de l’emploi des langues en matière administrative et d’enseignement sont votées. Ces lois datent du 30 juillet et 2 août 1963 et modifient la législation de 1932 (28 juin et 14 juillet). Elles permettent toutes les deux de reconnaître les quatre régions linguistiques. La loi du 30 juillet 1963 relative à l’emploi des langues dans l’enseignement règle la question de la protection des minorités. Elle organise un nouveau régime spécial pour ces minorités, notamment dans les communes à facilités de la frontière linguistique, en les identifiant en son article 3. Elle confirme le principe de l’unilinguisme des écoles en Flandre et en Wallonie (art.4). L’objectif de la loi est d’améliorer la qualité et d’augmenter la quantité des cours dispensés dans une seconde langue que la région unilingue dans chacune des régions.

### Les régimes particuliers
En ce qui concerne Bruxelles, l’article 4 prévoit en la matière que la langue de l’enseignement est le français ou le néerlandais, mais selon la demande du chef de famille lorsqu’il a son lieu de résidence établit dans cet arrondissement. Elle avait pour objectif ici de renforcer les difficultés pour les parents flamands de faire instruire leurs enfants dans des écoles francophones et de fournir aux communautés francophones davantage d’écoles flamandes. Pour la Région de langue allemande, l’article 8 dispose qu’une partie du programme, à partir de la troisième année primaire, peut être dispensé en français dans les écoles secondaires, primaires et supérieures de langue allemande. Il peut également être dispensé en allemand dans les écoles primaires de langue française.
Son article 6 définit les conditions dans lesquelles un enseignement primaire et gardien peut être dispensé aux enfants dans une autre langue nationale que celle utilisée dans la région. L’utilisation de la seconde langue est réglée par le Chapitre II, qui établit le principe selon lequel l’enseignement dispensé dans une autre langue que celle de la région peut être organisé dans l’enseignement primaire à partir de la cinquième année d’études, trois heures par semaine au maximum. Il faut tout de même noter une exception pour la région de langue allemande, où cet enseignement peut être organisé à partir de la première année d’études.
En ce qui concerne la question épineuse de Bruxelles, il y’a une obligation de dispenser un enseignement dans les écoles primaires, dans une seconde langue, à défaut de trois heures par semaine au deuxième degré, et de cinq heures par semaine au troisième degré.
L’application de la loi, dans ce cas-ci, n’est intervenue que des années après avoir fait face à des difficultés provenant du pouvoir central, et des obstacles par le Gouvernement de Limbourg. Le gouvernement Eyskens-Merlot décide à la rentrée scolaire de 1968 d’octroyer des subsides aux écoles communales en question.

### Les capacités linguistiques des membres du personnel
La loi du 30 juillet 1963 dispose, en ce qui concerne les membres du personnel des établissements scolaires, que ces derniers ne puissent recruter uniquement des personnes qui ont fourni une « preuve de connaissances approfondies de la langue d’enseignement de l’établissement ».

## Les critiques de la loi
Cette loi a tout de même fait l’objet d’un recours devant la Cour européenne des droits de l'homme: six requêtes ont été introduites devant la Commission contre la Belgique, provenant d’habitants d’Alsemberg, Beersel, Kraainem, Anvers, Gand, Louvain et Vilvorde.
Les requérants qui ont saisi la Commission sont des parents francophones de nationalité belge, qui souhaitent placer leurs enfants dans un établissement francophone. À l’exception de Kraainem, toutes les communes où habitent les requérants se situent dans la Région de langue néerlandaise. Kraainem est une commune à facilités, située dans la périphérie bruxelloise. Bien que se situant sur le territoire de la Région de langue néerlandaise, ces communes comprennent une proportion importante de francophones.
Les requérants reprochent à l’État de n’organiser aucun enseignement francophone dans les communes où ils résident, et pour Kraainem, n’en organiser que dans d’insuffisantes mesures ; de priver de subventions les établissements de ces communes qui ne se conforment pas aux clauses linguistiques de la législation scolaire ; de refuser d’homologuer les certificats d’étude qui y sont délivrés ; et enfin de fermer l’accès aux classes françaises aux enfants des requérants dans certains endroits. Par conséquent, les enfants des requérants doivent être placés dans une école locale ou envoyés dans un établissement se trouvant sur le territoire de la Région de Bruxelles-Capitale.
Ces requêtes dénoncent dès lors la violation des articles 8 et 14 de la Convention européenne des droits de l'homme, et l’article 2 du Protocole additionnel.
Finalement, en ce qui concerne la loi du 30 juillet 1963 sur l’emploi des langues dans l’enseignement, la Cour européenne des droits de l'homme a déclaré qu’il n’y avait pas de violation de la Convention et du Protocole, invoqués par les requérants.